# Viola Dana
Viola Dana (Brooklyn (New York), 26 juni 1897 - Woodland Hills (Californië), 3 juli 1987) was een Amerikaans actrice. Zij was succesvol in de periode van de stomme film.
Haar zussen, Edna en Leonie, waren eveneens actrices. Viola was drie keer getrouwd. Haar eerste huwelijk was met regisseur John H. Collins van 1915 tot zijn dood in 1918. Haar tweede huwelijk met acteur Maurice "Lefty" Flynn duurde van 1925 tot hun scheiding in 1929. Haar derde huwelijk was met prof-golfer Jimmy Thomson van 1930 tot hun scheiding in 1945. Zij had geen kinderen.

## Filmografie
- A Christmas Carol (1910)
- The Third Thanksgiving (as Viola Flugrath) (1912)
- The Lord and the Peasant (as Viola Flugrath) (1912)
- How Father Accomplished His Work (1912)
- The Butler and the Maid (1912)
- Children Who Labor (1912, niet op aftiteling)
- Who Goes There? (1914)
- Seth's Sweetheart (1914)
- The Adventure of the Hasty Elopement (1914)
- The Blind Fiddler (1914)
- Treasure Trove (1914)
- Molly the Drummer Boy (1914)
- Children of Eve (1915)
- Gladiola (1915)
- Her Happiness (1915)
- The Slavey Student (1915)
- On Dangerous Paths (1915)
- Cohen's Luck (1915)
- The House of the Lost Court (1915)
- The Stoning (1915)
- A Theft in the Dark (1915)
- The Portrait in the Attic (1915)
- A Spiritual Elopement (1915)
- The Glory of Clementina (1915)
- The Stone Heart (1915)
- A Thorn Among Roses (1915)
- Lena (1915)
- The Champion Process Server (1915)
- The Cossack Whip (1916)
- The Gates of Eden (1916)
- The Light of Happiness (1916)
- The Flower of No Man's Land (1916)
- The Innocence of Ruth (1916)
- Blue Jeans (1917)
- The Girl Without a Soul (1917)
- Aladdin's Other Lamp (1917)
- Lady Barnacle (1917)
- God's Law and Man's (1917)
- The Mortal Sin (1917)
- Rosie O'Grady (1917)
- Threads of Fate (1917)
- Flower of the Dusk (1918)
- Opportunity (1918)
- The Only Road (1918)
- Riders of the Night (1918)
- Breakers Ahead (1918)
- A Weaver of Dreams (1918)
- The Winding Trail (1918)
- Please Get Married (1919)
- The Microbe (1919)
- Some Bride (1919)
- False Evidence (1919)
- The Parisian Tigress (1919)
- Satan Junior (1919)
- The Gold Cure (1919)
- Cinderella's Twin (1920)
- Blackmail (1920)
- The Chorus Girl's Romance (1920)
- Dangerous to Men (1920)
- The Willow Tree (1920)
- There Are No Villains (1921)
- The Match-Breaker (1921)
- Life's Darn Funny (1921)
- Home Stuff (1921)
- Puppets of Fate (1921)
- The Off-Shore Pirate (1921)
- Love in the Dark (1922)
- June Madness (1922)
- The Five Dollar Baby (1922)
- They Like 'Em Rough (1922)
- Seeing's Believing (1922)
- Glass Houses (1922)
- Fourteenth Lover (1922)
- A Noise in Newboro (1923)
- In Search of a Thrill (1923)
- The Social Code (1923)
- Rouged Lips (1923)
- Her Fatal Millions (1923)
- Crinoline and Romance (1923)
- Along Came Ruth (1924)
- Open All Night (1924)
- Merton of the Movies (1924)
- Revelation (1924)
- The Beauty Prize (1924)
- Don't Doubt Your Husband (1924)
- The Heart Bandit (1924)
- The Great Love (1925)
- Winds of Chance (1925)
- The Necessary Evil (1925)
- Forty Winks (1925)
- As Man Desires (1925)
- Bred in Old Kentucky (1926)
- The Silent Lover (1926)
- The Ice Flood (1926)
- Kosher Kitty Kelly (1926)
- Bigger Than Barnum's (1926)
- Wild Oats Lane (1926)
- Lure of the Night Club (1927)
- Naughty Nanette (1927)
- Salvation Jane (1927)
- Home Struck (1927)
- That Certain Thing (1928)
- The Show of Shows (1929)
- One Splendid Hour (1929)
- Two Sisters (1929)
- The Strange Case of Poison Ivy (1933)

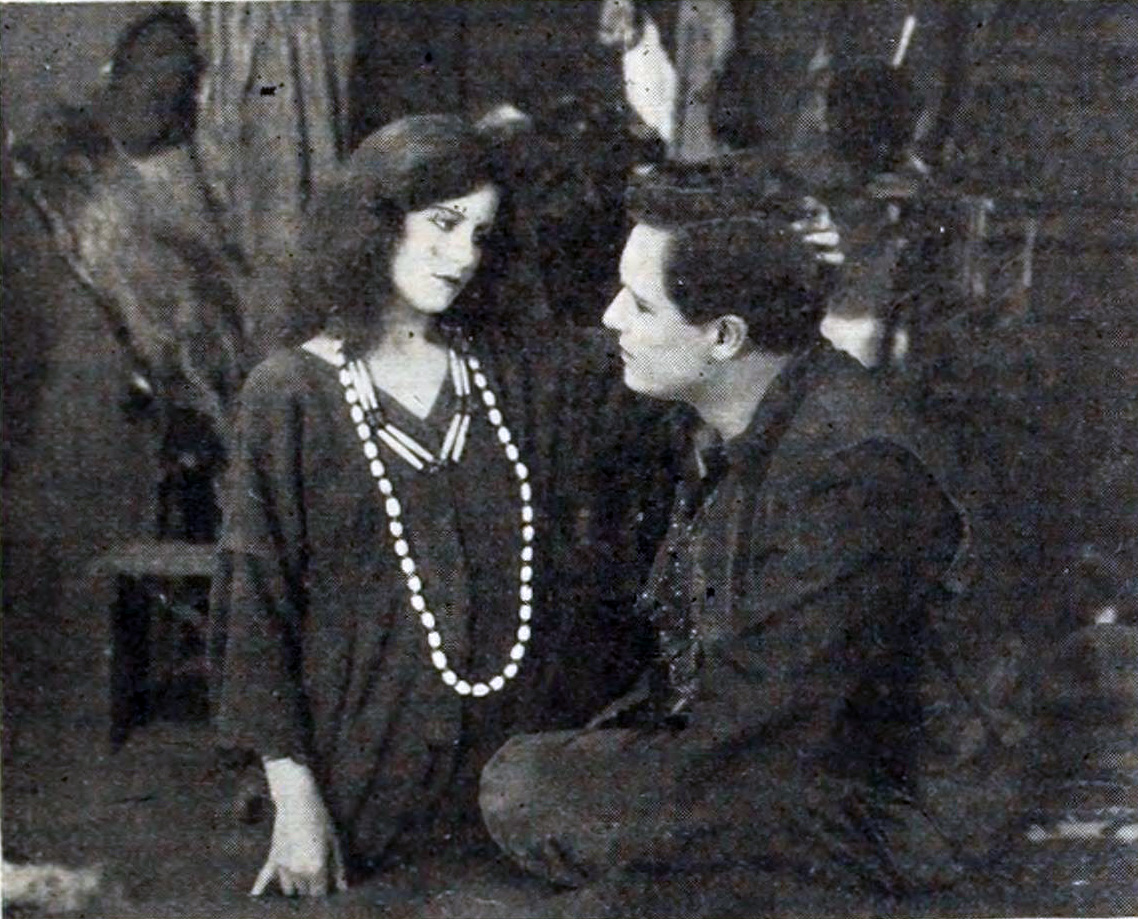
The Flower of No Man's Land (1916)
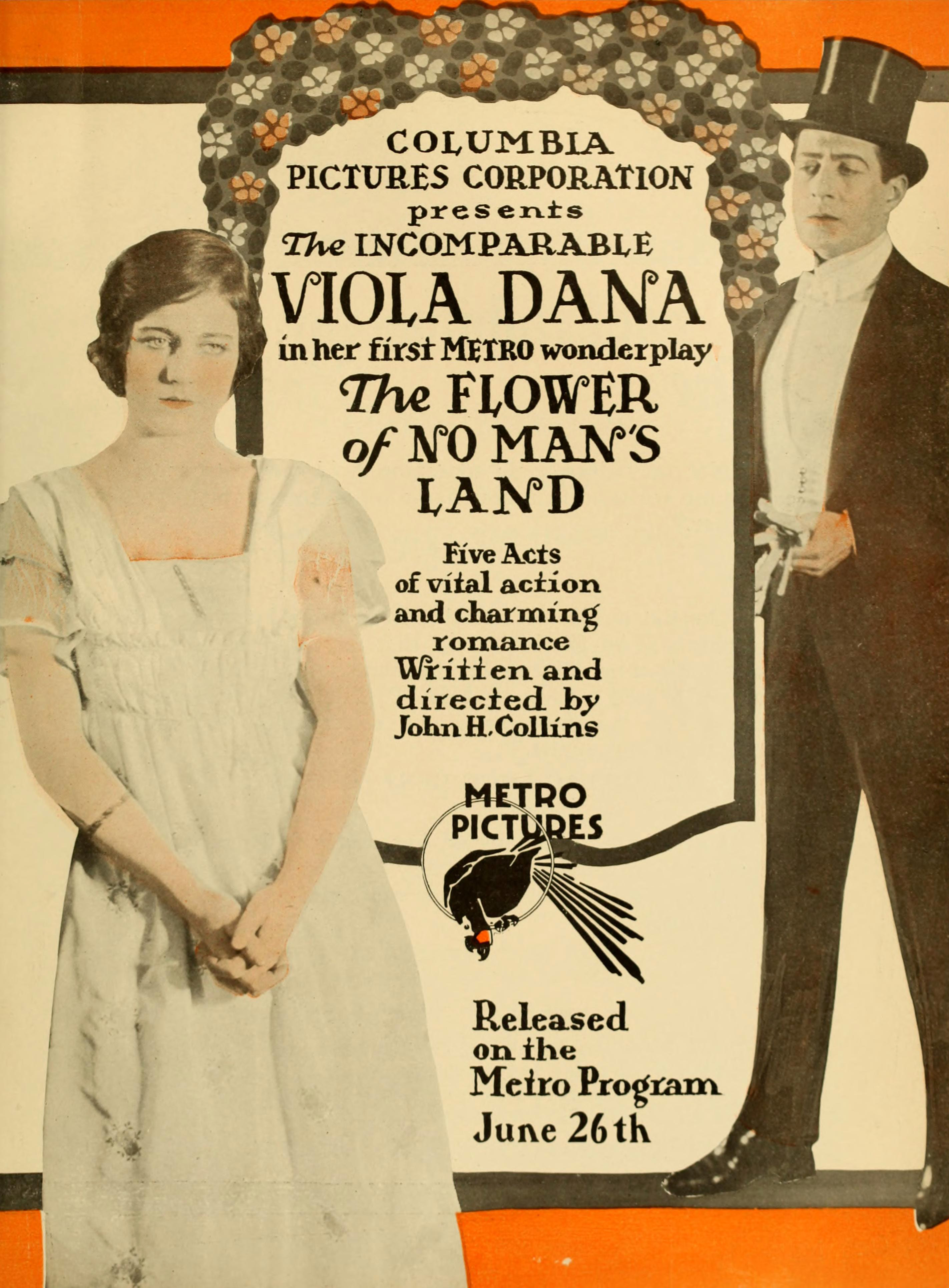
The Flower of No Man's Land (1916)
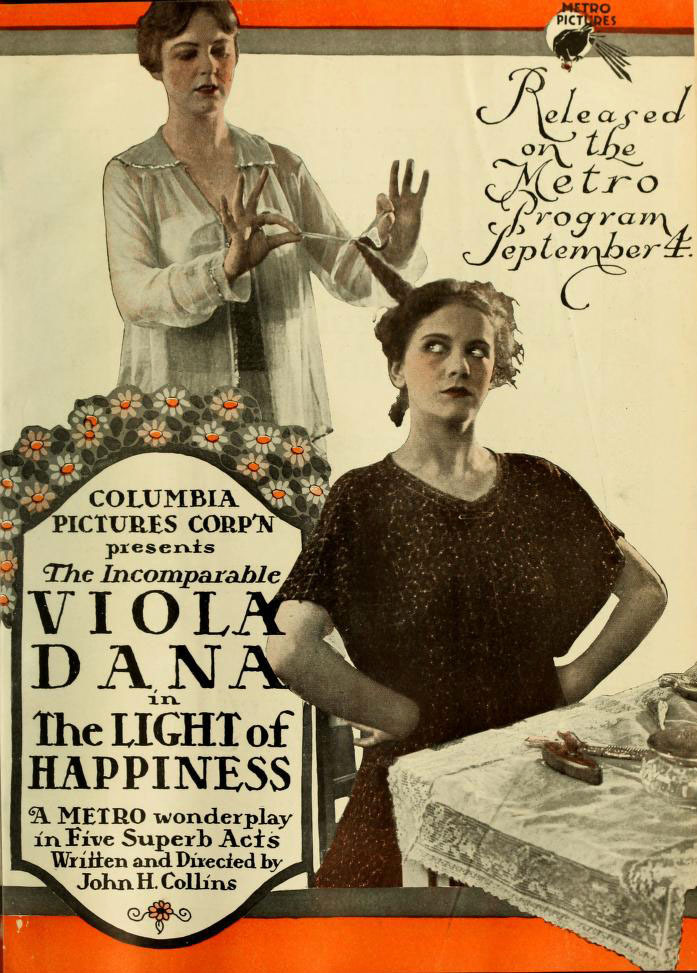
The Light of Happiness (1916)
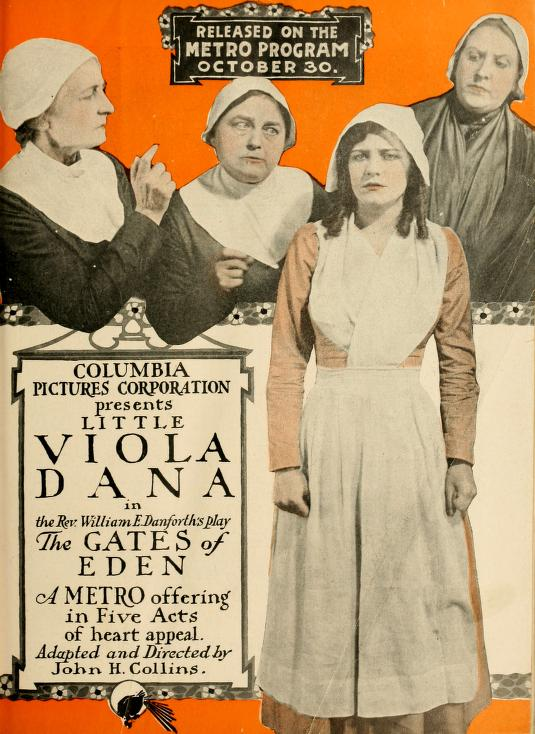
The Gates of Eden (1916)
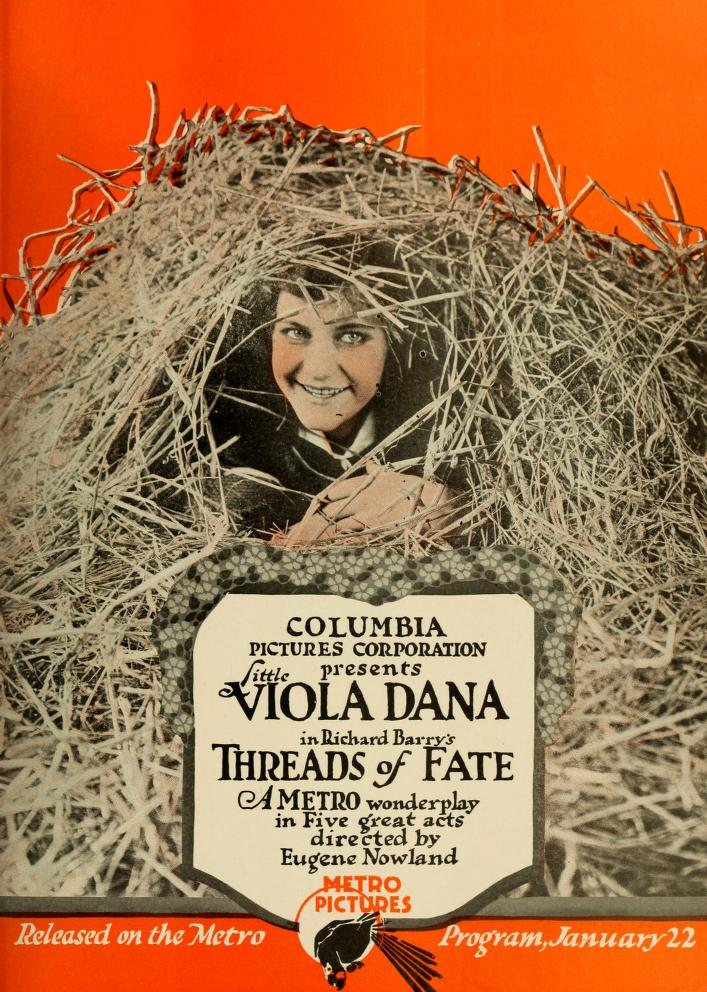
Threads of Fate (1917)
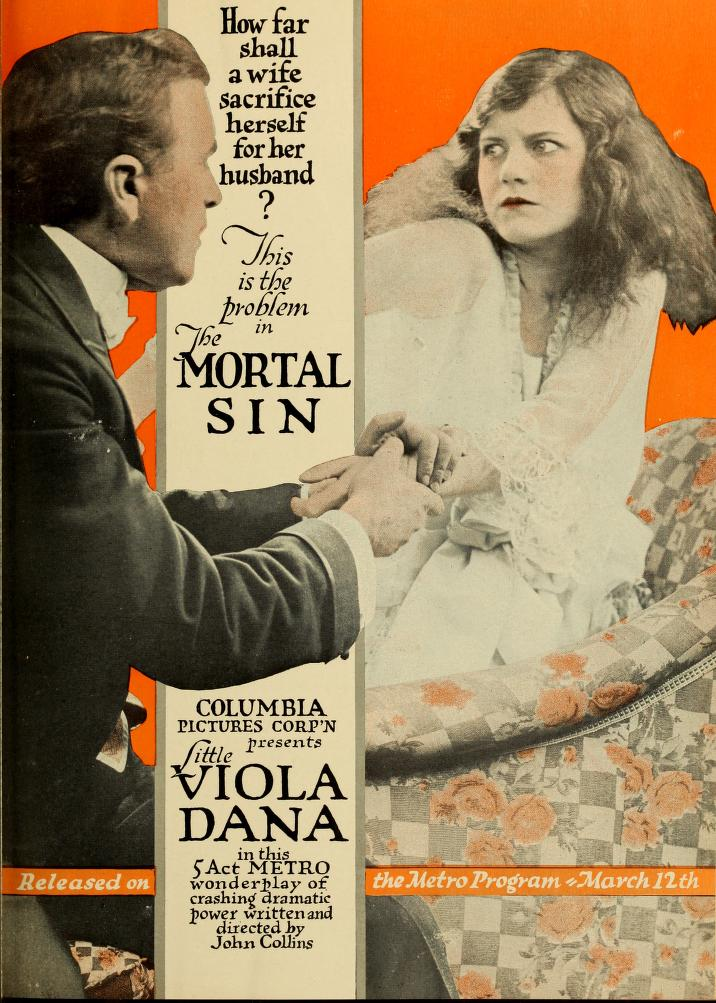
The Mortal Sin (1917)
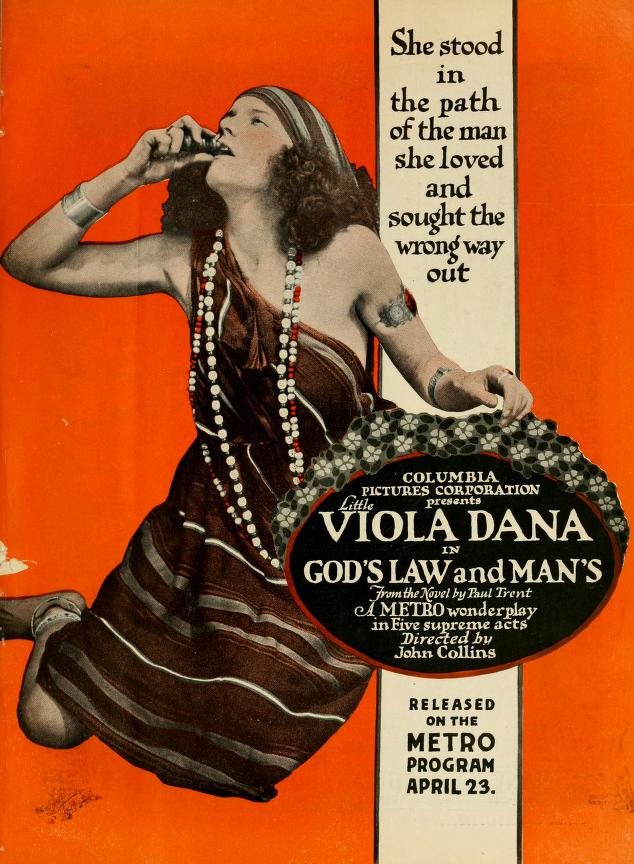
God's Law and Man's (1917)
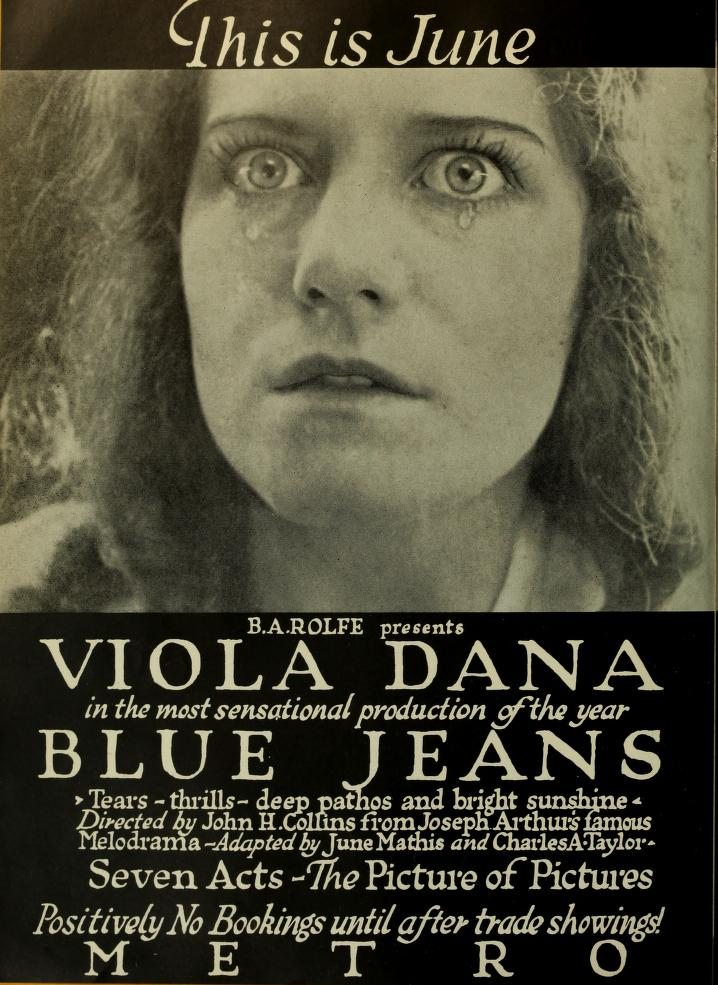
Blue Jeans (1917)
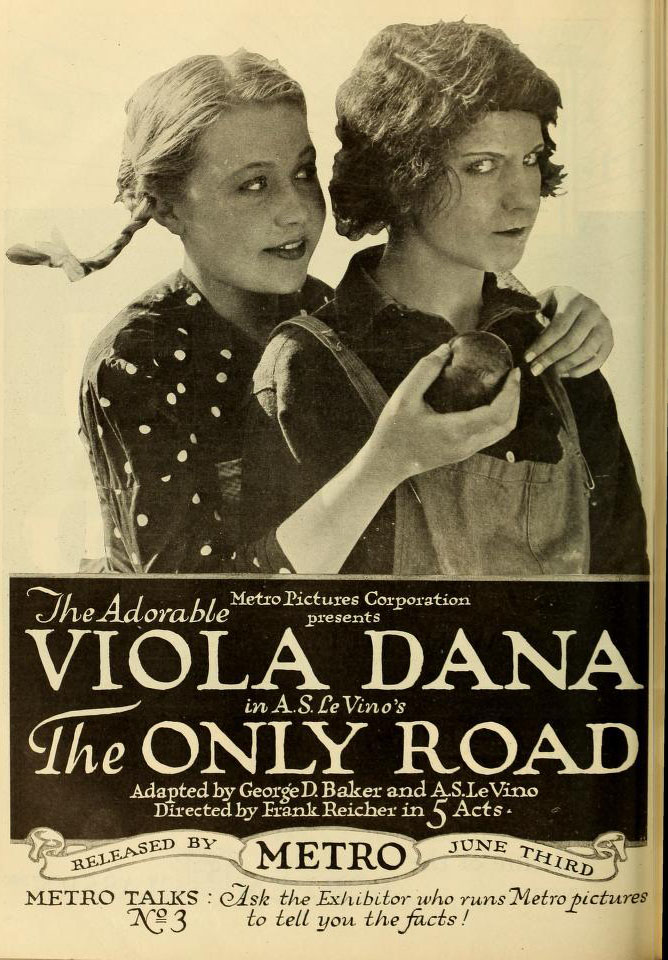
The Only Road (1918)
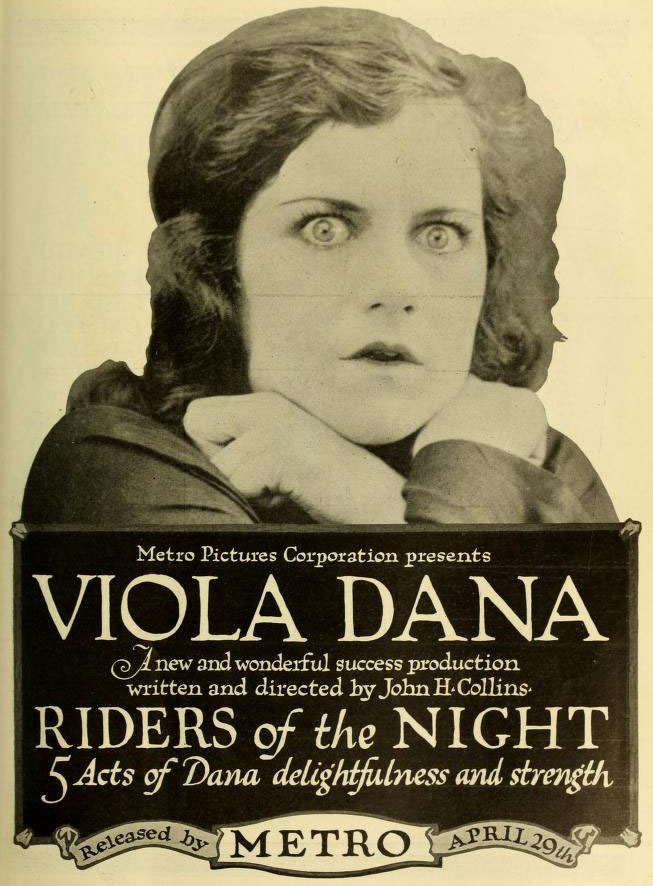
Riders of the Night (1918)
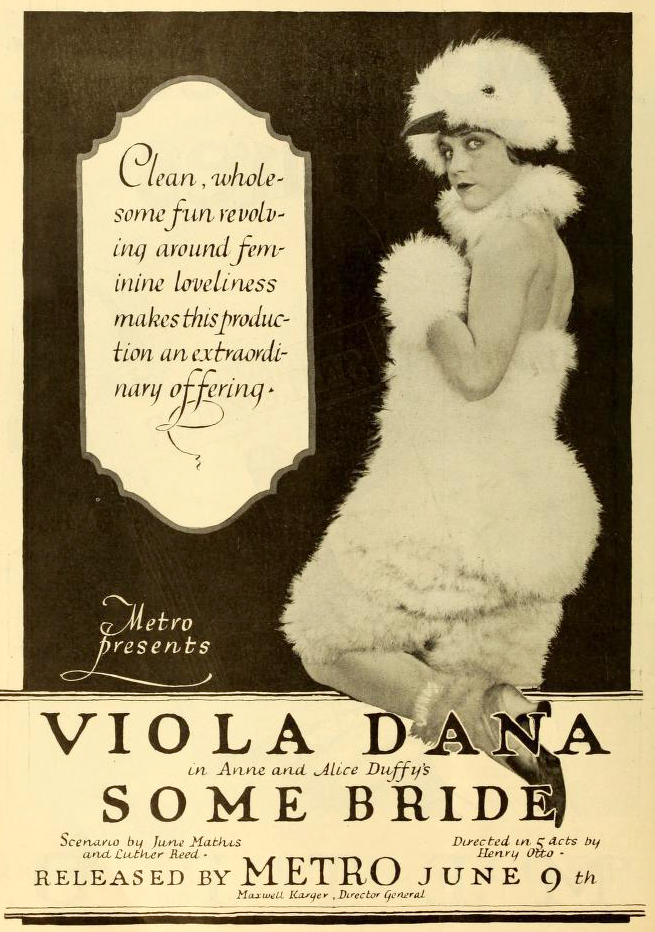
Some Bride (1919)